# Евтеев, Михаил Иванович
Михаил Иванович Евтеев (1920—1971) — полковник Советской Армии, участник советско-финской и Великой Отечественной войн, Герой Советского Союза (1943).

## Биография
Михаил Евтеев родился 11 ноября 1920 года в деревне Карповка (ныне — Верховский район Орловской области). С 13 лет проживал в Москве, окончил школу фабрично-заводского ученичества и аэроклуб. Работал слесарем треста «Союзмонтаж». В 1938 году Евтеев был призван на службу в Рабоче-крестьянскую Красную Армию. В 1939 году он окончил Борисоглебскую военную авиационную школу. Участвовал в советско-финской войне. С 1941 года — на фронтах Великой Отечественной войны. Воевал в составе авиации ПВО под Ленинградом.
К июлю 1943 года гвардии капитан Михаил Евтеев командовал эскадрильей 11-го гвардейского истребительного авиаполка 7-го истребительного авиакорпуса Ленинградской армии ПВО. К тому времени он совершил 285 боевых вылетов, принял участие в 65 воздушных боях, сбив 10 самолётов противника лично и ещё 6 — в составе группы.
Указом Президиума Верховного Совета СССР от 28 сентября 1943 года за «образцовое выполнение боевых заданий командования на фронте борьбы с немецкими захватчиками и проявленные при этом мужество и героизм» гвардии капитан Михаил Евтеев был удостоен высокого звания Героя Советского Союза с вручением ордена Ленина и медали «Золотая Звезда» за номером 1756.
Всего же за время своего участия в войне Евтеев сбил 12 вражеских самолётов лично и ещё 9 — в составе группы. После окончания войны Евтеев продолжил службу в Советской Армии. Окончил Высшую школу штурманов ВВС. В 1953 году в звании полковника он был уволен в запас. Проживал в Ленинграде. Скончался 21 июля 1971 года, похоронен на Ново-Волковском кладбище Санкт-Петербурга.
Был также награждён двумя орденами Красного Знамени, орденами Александра Невского и Отечественной войны 1-й степени, рядом медалей.

Могила Евтеева на Ново-Волковском кладбище Санкт-Петербурга.